# ЯТБ-2
ЯТБ-2 — советский высокопольный троллейбус для внутригородских пассажирских перевозок производства Ярославского автомобильного завода. Аббревиатура «ЯТБ» означает «ярославский троллейбус» вторая модель.

## Описание
В январе 1937 года началась разработка модели ЯТБ-2, тогда же для совершенствования конструкции кузова на заводе было организовано конструкторско-технологическое кузовное бюро. А в ноябре 1937 года завод приступил к серийному производству новой модели ЯТБ-2, являвшейся модернизированной моделью ЯТБ-1 и практически ничем от неё не отличавшейся. Впереди появились наружные маршрутные фонари, маршрутный указатель над лобовым стеклом и отдельная (слева) дверь в кабину водителя. В конструкцию был внесен ряд изменений. В салоне троллейбуса была сделана изолированная кабина водителя по всей ширине кузова, с отдельным входом с левой стороны. Появление кабины значительно улучшило условия работы водителя и позволило разместить в ней высоковольтную электроаппаратуру, защитив от проникновения влаги. Электроаппаратура была размещена так, что её можно было осматривать как из кабины, так и со стороны пассажирского салона. В силовой передаче троллейбуса упразднили трансмиссионный дисковый тормоз, заменив его тормозом на задние колеса, а в связи с этим — и промежуточный карданный вал. Однако эффективность механического тормоза с ручным приводом стала значительно ниже. Для уменьшения массы машины и увеличения жесткости рамы бо́льшая часть поперечин рамы была изготовлена из труб, а вместо составных продольных лонжеронов были установлены цельные. Отказались и от третьего лонжерона рамы, изменив заодно расположение электродвигателя. Массу машины таким образом удалось снизить до 8350 кг. Также в конструкции ЯТБ-2 была предусмотрена такая любопытная процедура, как обкатка шасси без кузова.
Конструктивные изменения, внесенные в троллейбус ЯТБ-2, улучшили технические показатели в сравнении с ЯТБ-1, но у них выявилась недостаточная жесткость крыши под основанием токоприемников, вследствие чего появился прогиб крышевых дуг кузова. Кроме того, крыши троллейбусов протекали в сырую погоду, создавая неудобства для пассажиров, портились облицовка и внутреннее оборудование салона. Декоративные бамперы не способствовали предотвращению повреждения кузова, так как они были установлены не на раме, а на деревянном каркасе кузова. Каркасы пассажирских сидений, несмотря на большой вес и громоздкость, быстро ломались из-за своей неудачной конструкции.
Интересным проектом, но не получившим широкого распространения, стал выпуск грузовых троллейбусов. В декабре 1937 года по заданию Наркоммаша на ярославском автозаводе приступили к постройке двух грузовых троллейбусов на базе пассажирского ЯТБ-2. Пробный рейс грузовых троллейбусов состоялся в марте 1938 года в Москве на Беговой улице.

## Работа в городах СССР и за рубежом
С конца 1937 года троллейбусы стали поступать в такие города как: Москва, Ленинград, Киев.
Война внесла свои коррективы в судьбу некоторых ярославских троллейбусов, оставшихся в оккупированных немцами городах. Так, в 1943 году по приказу гауляйтера Восточной Пруссии и рейхскомиссара Украины Эриха Коха (нем. Erich Koch) из оккупированного Киева в составе специального литерного эшелона в Кёнигсберг (ныне Калининград) были вывезены два троллейбуса ЯТБ-2. Перед запуском в эксплуатацию по участку троллейбусной линии длиной в 4 км киевские ЯТБ-2 отправили на вагонный завод Штайнфурт (нем. Steinfurt, ныне Нойенкирхен (нем. Neuenkirchen), где троллейбусы подремонтировали, перекрасили в белый цвет и подготовили к помпезному пуску троллейбусного движения, на котором присутствовал и Эрих Кох. После бомбежки английской авиации в 1944 году троллейбусы ЯТБ-2 сгорели от фосфорных бомб.
С окончанием войны и восстановлением городского хозяйства оставшиеся ЯТБ-2 в Москве, Ленинграде и Киеве прошли капитально-восстановительный ремонт (КВР) с глубокой модернизацией кузова. В Москве в период с 1944 по 1947 года ярославские троллейбусы сначала восстанавливали на Тушинском авиазаводе, а потом — на МТРЗ, где им присваивали индекс ЯТБ-1М. Позже там же их перестраивали в модель МТБ-10. Этот модернизированный троллейбус внешне был похож на тушинский МТБ-82, однако шасси для МТБ-10 использовалось со старых ярославских троллейбусов. В Ленинграде троллейбусы ремонтировали на ВаРЗе, где в конструкцию троллейбусов ЯТБ вносились свои изменения.
После войны кроме СССР ярославские троллейбусы работали в Польше. С 1945 года в Варшаве наряду с немецкими троллейбусами MAN эксплуатировалось 11 ЯТБ-2 из Ленинграда и 16 — из Москвы. В 1953 году в польском Люблине была открыта 7-км троллейбусная линия, для которой из Варшавы передали 8 оставшихся ЯТБ-2.

## Сохранившиеся экземпляры

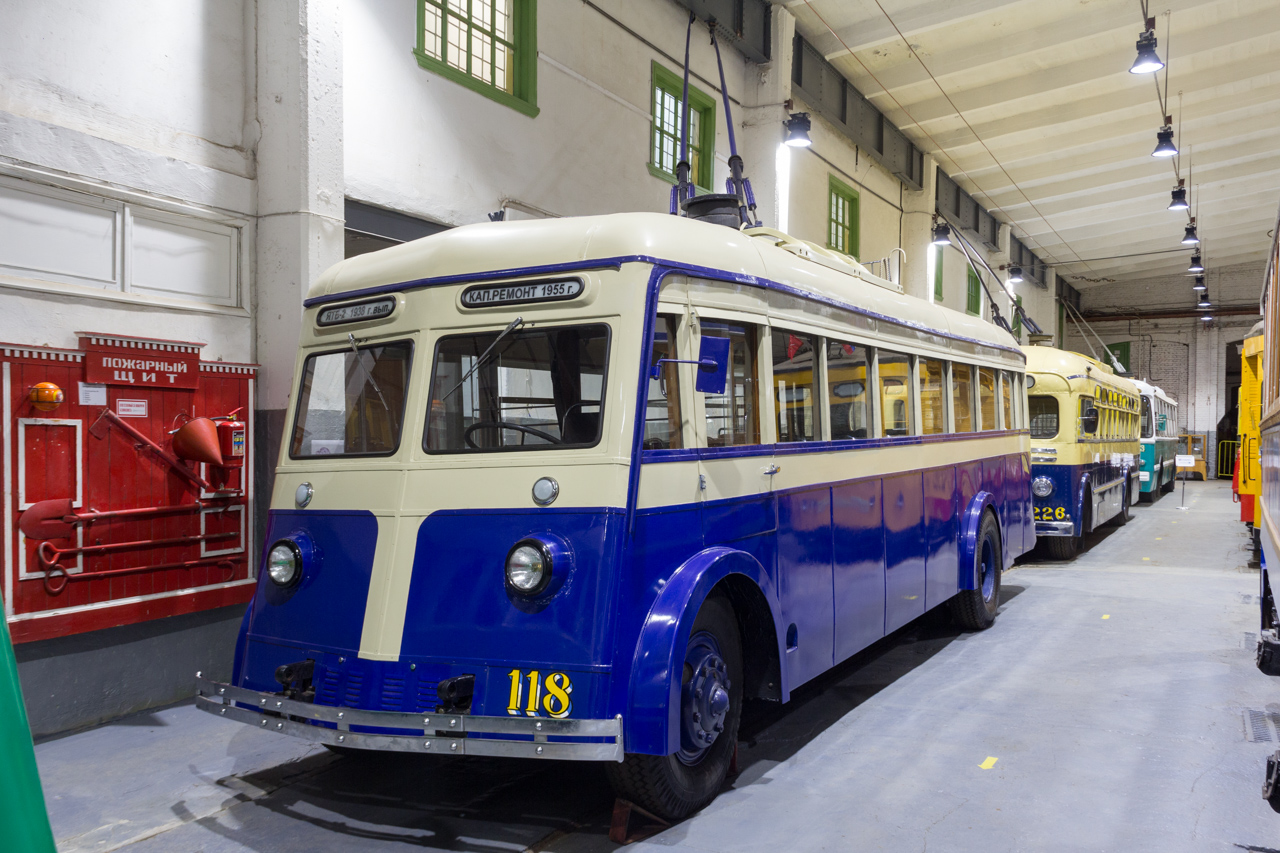
ЯТБ-2 в Музее электрического транспорта Санкт-Петербурга, 2022 год

Единственный в мире сохранившийся экземпляр ЯТБ-2 найден весной 2007 года в районе Зеленогорска. В августе 2007 года обменян на списанный КТГ-1 и перевезён в Музей электрического транспорта Санкт-Петербурга, где к октябрю 2021 года был полностью отреставрирован. Экспонируется в музее как ЯТБ-2 капитально отремонтированный по образцу 1955 года, в 2022 году впервые участвовал в параде ретро-троллейбусов.